# Vuelta a España 2001
La 56.ª edición de la Vuelta a España se disputó del 8 al 30 de septiembre entre Salamanca y Madrid, con un recorrido de 2.986 km dividido en 21 etapas. El vencedor completó la prueba a una velocidad media de 42,164 km/h.
En la clasificación general se impuso Ángel Casero tras arrebatarle el liderato a Óscar Sevilla en la última contrarreloj. José María Jiménez, ganador de tres etapas, se adjudicó las clasificación por puntos y de la montaña. De las etapas disputadas, siete fueron ganadas por ciclistas españoles y dos por ciclistas colombianos.
El día 12 se guardó un minuto de silencio por los atentados del 11S. La etapa la ganó Juan Miguel Mercado que se la dedicó al estadounidense, Levi Leipheimer , que quedó segundo.
El corredor Levi Leipheimer fue inicialmente tercero, pero debido a la sanción impuesta en el año 2012 por prácticas dopantes relacionadas con el caso del ciclista Lance Armstrong, los resultados obtenidos por Leipheimer entre el 1 de enero de 1999 al 30 de julio de 2006 y entre el 7 de julio de 2007 al 27 de julio de 2007 le fueron anulados.

## Equipos participantes
Los 21 equipos participantes en la Vuelta a España del 2001 son:
| N.      | Cod. | Equipo                       |
| ------- | ---- | ---------------------------- |
| 1-9     | USP  | US Postal Service            |
| 11-19   | ALS  | Alessio                      |
| 21-29   | BAN  | iBanesto.com                 |
| 31-39   | COA  | Team Coast                   |
| 41-49   | COF  | Cofidis                      |
| 51-59   | CTA  | Cantina Tollo-Acqua & Sapone |
| 61-69   | DFF  | Domo-Farm Frites             |
| 71-79   | EUS  | Euskaltel-Euskadi            |
| 81-89   | FES  | Festina                      |
| 91-99   | JAZ  | Jazztel-Costa de Almería     |
| 101-109 | KEL  | Kelme-Costa Blanca           |

| N.      | Cod. | Equipo                    |
| ------- | ---- | ------------------------- |
| 111-119 | LAM  | Lampre-Daikin             |
| 121-129 | MAP  | Mapei-Quick Step          |
| 131-139 | MER  | Mercatone Uno             |
| 141-149 | MIL  | Milaneza-MSS              |
| 151-159 | ONC  | ONCE-Eroski               |
| 161-169 | PAN  | Ceramiche Panaria-Fiordo  |
| 171-199 | RAB  | Rabobank                  |
| 181-189 | REL  | Colchón Relax-Fuenlabrada |
| 191-199 | SAE  | Saeco Macchine per Caffè  |
| 201-209 | TEL  | Team Deutsche Telekom     |

## Etapas
| Etapa | Fecha            | Recorrido                                         | km         | Ganador                   | Líder           |
| 1.ª   | 8 de septiembre  | Salamanca - Salamanca                             | 12 (CRI)   | David Millar              | David Millar    |
| 2.ª   | 9 de septiembre  | Salamanca - Valladolid                            | 147,2      | Erik Zabel                | David Millar    |
| 3.ª   | 10 de septiembre | Valladolid - León                                 | 140,5      | Erik Zabel                | David Millar    |
| 4.ª   | 11 de septiembre | León - Gijón                                      | 175,0      | Erik Zabel                | Santiago Botero |
| 5.ª   | 12 de septiembre | Gijón - Lagos de Covadonga                        | 160,8      | Juan Miguel Mercado       | Óscar Sevilla   |
| 6.ª   | 13 de septiembre | Cangas de Onís - Torrelavega                      | 180,6      | David Millar              | Óscar Sevilla   |
| 7.ª   | 14 de septiembre | Torrelavega - Torrelavega                         | 44,2 (CRI) | Santiago Botero           | Santiago Botero |
| 8.ª   | 15 de septiembre | Reinosa - Alto de la Cruz de la Demanda (Ezcaray) | 195,0      | José María Jiménez        | Joseba Beloki   |
| 9.ª   | 16 de septiembre | Logroño - Zaragoza                                | 179,2      | Igor González de Galdeano | Joseba Beloki   |
| 10.ª  | 18 de septiembre | Sabadell - La Molina                              | 168,4      | Santiago Blanco           | Joseba Beloki   |
| 11.ª  | 19 de septiembre | Alp - Estación de Pal (Andorra)                   | 154,2      | José María Jiménez        | Óscar Sevilla   |
| 12.ª  | 20 de septiembre | Ordino - Estación de Esquí de Ordino (Andorra)    | 17,1 (CRI) | José María Jiménez        | Óscar Sevilla   |
| 13.ª  | 21 de septiembre | Andorra - Universal Studios Port Aventura         | 206,0      | Beat Zberg                | Óscar Sevilla   |
| 14.ª  | 22 de septiembre | Tarragona - Vinaroz                               | 170,5      | Juan Manuel Gárate        | Óscar Sevilla   |
| 15.ª  | 23 de septiembre | Valencia - Alto de Aitana                         | 207,2      | Claus Michael Møller      | Óscar Sevilla   |
| 16.ª  | 25 de septiembre | Alcoy - Murcia                                    | 153,3      | Tomáš Konečný             | Óscar Sevilla   |
| 17.ª  | 26 de septiembre | Murcia - Albacete                                 | 159,5      | Robert Hunter             | Óscar Sevilla   |
| 18.ª  | 27 de septiembre | Albacete - Cuenca                                 | 154,2      | Filippo Simeoni           | Óscar Sevilla   |
| 19.ª  | 28 de septiembre | Cuenca - Guadalajara                              | 168,0      | Guido Trenti              | Óscar Sevilla   |
| 20.ª  | 29 de septiembre | Guadalajara - Alto de Abantos                     | 181,0      | Gilberto Simoni           | Óscar Sevilla   |
| 21.ª  | 30 de septiembre | Madrid                                            | 38 (CRI)   | Santiago Botero           | Ángel Casero    |

## Clasificaciones
| \| 1. \| Ángel Luis Casero \| España \| FES \| 70h 49' 05" \| \| 2. \| Óscar Sevilla \| España \| KEL \| + 47" \| \| 3. \| Levi Leipheimer (DSQ) \| Estados Unidos \| USP \| + 2' 59" \| \| 4. \| Roberto Heras \| España \| USP \| + 3' 56" \| \| 5. \| Juan Miguel Mercado \| España \| BAN \| + 5' 45" \| \| 6. \| David Plaza \| España \| FES \| + 5' 53" \| \| 7. \| José Luis Rubiera \| España \| USP \| + 6' 57" \| \| 8. \| Claus Michael Møller \| Dinamarca \| MIL \| + 7' 13" \| \| 9. \| Aitor Osa \| España \| BAN \| + 8' 32" \| \| 10. \| Fernando Escartín \| España \| COA \| + 10' 31" \| |                       |                |     |             |
| 1. | Ángel Luis Casero     | España         | FES | 70h 49' 05" |
| 2. | Óscar Sevilla         | España         | KEL | + 47"       |
| 3. | Levi Leipheimer (DSQ) | Estados Unidos | USP | + 2' 59"    |
| 4. | Roberto Heras         | España         | USP | + 3' 56"    |
| 5. | Juan Miguel Mercado   | España         | BAN | + 5' 45"    |
| 6. | David Plaza           | España         | FES | + 5' 53"    |
| 7. | José Luis Rubiera     | España         | USP | + 6' 57"    |
| 8. | Claus Michael Møller  | Dinamarca      | MIL | + 7' 13"    |
| 9. | Aitor Osa             | España         | BAN | + 8' 32"    |
| 10. | Fernando Escartín     | España         | COA | + 10' 31"   |

| 1.  | Ángel Luis Casero     | España         | FES | 70h 49' 05" |
| 2.  | Óscar Sevilla         | España         | KEL | + 47"       |
| 3.  | Levi Leipheimer (DSQ) | Estados Unidos | USP | + 2' 59"    |
| 4.  | Roberto Heras         | España         | USP | + 3' 56"    |
| 5.  | Juan Miguel Mercado   | España         | BAN | + 5' 45"    |
| 6.  | David Plaza           | España         | FES | + 5' 53"    |
| 7.  | José Luis Rubiera     | España         | USP | + 6' 57"    |
| 8.  | Claus Michael Møller  | Dinamarca      | MIL | + 7' 13"    |
| 9.  | Aitor Osa             | España         | BAN | + 8' 32"    |
| 10. | Fernando Escartín     | España         | COA | + 10' 31"   |

| \| 1. \| José María Jiménez \| España \| BAN \| 130 puntos \| \| \| 2. \| Erik Zabel \| Alemania \| TEL \| 125 puntos \| \| \| 3. \| Levi Leipheimer (DSQ) \| Estados Unidos \| USP \| 115 puntos \| \| \| 4. \| Santiago Botero \| Colombia \| KEL \| 102 puntos \| \| \| 5. \| Óscar Sevilla \| España \| KEL \| 101 puntos \| \| |                       |                |     |            |  |
| 1. | José María Jiménez    | España         | BAN | 130 puntos |  |
| 2. | Erik Zabel            | Alemania       | TEL | 125 puntos |  |
| 3. | Levi Leipheimer (DSQ) | Estados Unidos | USP | 115 puntos |  |
| 4. | Santiago Botero       | Colombia       | KEL | 102 puntos |  |
| 5. | Óscar Sevilla         | España         | KEL | 101 puntos |  |

| 1. | José María Jiménez    | España         | BAN | 130 puntos |  |
| 2. | Erik Zabel            | Alemania       | TEL | 125 puntos |  |
| 3. | Levi Leipheimer (DSQ) | Estados Unidos | USP | 115 puntos |  |
| 4. | Santiago Botero       | Colombia       | KEL | 102 puntos |  |
| 5. | Óscar Sevilla         | España         | KEL | 101 puntos |  |

| \| 1. \| José María Jiménez \| España \| BAN \| 162 puntos \| \| \| 2. \| Claus Michael Møller \| Dinamarca \| MIL \| 110 puntos \| \| \| 3. \| Juan Miguel Mercado \| España \| BAN \| 88 puntos \| \| \| 4. \| Óscar Sevilla \| España \| KEL \| 82 puntos \| \| \| 5. \| José Luis Rubiera \| España \| USP \| 55 puntos \| \| |                      |           |     |            |  |
| 1. | José María Jiménez   | España    | BAN | 162 puntos |  |
| 2. | Claus Michael Møller | Dinamarca | MIL | 110 puntos |  |
| 3. | Juan Miguel Mercado  | España    | BAN | 88 puntos  |  |
| 4. | Óscar Sevilla        | España    | KEL | 82 puntos  |  |
| 5. | José Luis Rubiera    | España    | USP | 55 puntos  |  |

| 1. | José María Jiménez   | España    | BAN | 162 puntos |  |
| 2. | Claus Michael Møller | Dinamarca | MIL | 110 puntos |  |
| 3. | Juan Miguel Mercado  | España    | BAN | 88 puntos  |  |
| 4. | Óscar Sevilla        | España    | KEL | 82 puntos  |  |
| 5. | José Luis Rubiera    | España    | USP | 55 puntos  |  |

| \| 1. \| César García Calvo \| España \| REL \| 40 puntos \| \| \| 2. \| Robert Hunter \| Sudáfrica \| LAM \| 20 puntos \| \| \| 3. \| Óscar Laguna \| España \| REL \| 19 puntos \| \| \| 4. \| Erik Zabel \| Alemania \| TEL \| 16 puntos \| \| \| 5. \| Pedro Díaz Lobato \| España \| CDA \| 14 puntos \| \| |                    |           |     |           |  |
| 1. | César García Calvo | España    | REL | 40 puntos |  |
| 2. | Robert Hunter      | Sudáfrica | LAM | 20 puntos |  |
| 3. | Óscar Laguna       | España    | REL | 19 puntos |  |
| 4. | Erik Zabel         | Alemania  | TEL | 16 puntos |  |
| 5. | Pedro Díaz Lobato  | España    | CDA | 14 puntos |  |

| 1. | César García Calvo | España    | REL | 40 puntos |  |
| 2. | Robert Hunter      | Sudáfrica | LAM | 20 puntos |  |
| 3. | Óscar Laguna       | España    | REL | 19 puntos |  |
| 4. | Erik Zabel         | Alemania  | TEL | 16 puntos |  |
| 5. | Pedro Díaz Lobato  | España    | CDA | 14 puntos |  |

| \| 1. \| iBanesto.com \| España \| BAN \| 212h 05' 24" \| \| \| 2. \| US Postal Service \| Estados Unidos \| USP \| a 23' 47" \| \| \| 3. \| Festina \| Francia \| FES \| a 26' 08" \| \| \| 4. \| Kelme - Costa Blanca \| España \| KEL \| a 1h 01' 11" \| \| \| 5. \| Euskaltel-Euskadi \| España \| EUS \| a 1h 03' 31" \| \| |                      |                |     |              |  |
| 1. | iBanesto.com         | España         | BAN | 212h 05' 24" |  |
| 2. | US Postal Service    | Estados Unidos | USP | a 23' 47"    |  |
| 3. | Festina              | Francia        | FES | a 26' 08"    |  |
| 4. | Kelme - Costa Blanca | España         | KEL | a 1h 01' 11" |  |
| 5. | Euskaltel-Euskadi    | España         | EUS | a 1h 03' 31" |  |

| 1. | iBanesto.com         | España         | BAN | 212h 05' 24" |  |
| 2. | US Postal Service    | Estados Unidos | USP | a 23' 47"    |  |
| 3. | Festina              | Francia        | FES | a 26' 08"    |  |
| 4. | Kelme - Costa Blanca | España         | KEL | a 1h 01' 11" |  |
| 5. | Euskaltel-Euskadi    | España         | EUS | a 1h 03' 31" |  |

## Evolución de las clasificaciones
| Etapa                   | Vencedor                  | Clasificación general Jersey oro | Clasificación de la montaña Jersey verde | Clasificación a puntos Jersey azul | Clasificación metas volantes Jersey blanca | Clasificación por equipos |
| ----------------------- | ------------------------- | -------------------------------- | ---------------------------------------- | ---------------------------------- | ------------------------------------------ | ------------------------- |
| 1.ª                     | David Millar              | David Millar                     | David Millar                             | David Millar                       | -                                          | Kelme-Costa Blanca        |
| 2.ª                     | Erik Zabel                | David Millar                     | David Millar                             | David Millar                       | José Manuel Vázquez                        | Kelme-Costa Blanca        |
| 3.ª                     | Erik Zabel                | David Millar                     | David Millar                             | Erik Zabel                         | Enrico Degano                              | Kelme-Costa Blanca        |
| 4.ª                     | Erik Zabel                | Santiago Botero                  | Karsten Kroon                            | Erik Zabel                         | César García Calvo                         | Mapei-Quick Step          |
| 5.ª                     | Juan Miguel Mercado       | Óscar Sevilla                    | Juan Miguel Mercado                      | Erik Zabel                         | César García Calvo                         | iBanesto.com              |
| 6.ª                     | David Millar              | Óscar Sevilla                    | Juan Miguel Mercado                      | Erik Zabel                         | César García Calvo                         | iBanesto.com              |
| 7.ª                     | Santiago Botero           | Santiago Botero                  | Juan Miguel Mercado                      | Erik Zabel                         | César García Calvo                         | Kelme-Costa Blanca        |
| 8.ª                     | José María Jiménez        | Joseba Beloki                    | Juan Miguel Mercado                      | Erik Zabel                         | César García Calvo                         | Festina                   |
| 9.ª                     | Igor González de Galdeano | Joseba Beloki                    | Juan Miguel Mercado                      | Erik Zabel                         | César García Calvo                         | Festina                   |
| 10.ª                    | Santiago Blanco           | Joseba Beloki                    | Juan Miguel Mercado                      | Erik Zabel                         | César García Calvo                         | iBanesto.com              |
| 11.ª                    | José María Jiménez        | Óscar Sevilla                    | José María Jiménez                       | Erik Zabel                         | César García Calvo                         | iBanesto.com              |
| 12.ª                    | José María Jiménez        | Óscar Sevilla                    | José María Jiménez                       | José María Jiménez                 | César García Calvo                         | iBanesto.com              |
| 13.ª                    | Beat Zberg                | Óscar Sevilla                    | José María Jiménez                       | José María Jiménez                 | César García Calvo                         | iBanesto.com              |
| 14.ª                    | Juan Manuel Gárate        | Óscar Sevilla                    | José María Jiménez                       | José María Jiménez                 | César García Calvo                         | iBanesto.com              |
| 15.ª                    | Claus Michael Møller      | Óscar Sevilla                    | José María Jiménez                       | José María Jiménez                 | César García Calvo                         | iBanesto.com              |
| 16.ª                    | Tomáš Konečný             | Óscar Sevilla                    | José María Jiménez                       | José María Jiménez                 | César García Calvo                         | iBanesto.com              |
| 17.ª                    | Robert Hunter             | Óscar Sevilla                    | José María Jiménez                       | José María Jiménez                 | César García Calvo                         | iBanesto.com              |
| 18.ª                    | Filippo Simeoni           | Óscar Sevilla                    | José María Jiménez                       | Erik Zabel                         | César García Calvo                         | iBanesto.com              |
| 19.ª                    | Guido Trenti              | Óscar Sevilla                    | José María Jiménez                       | Erik Zabel                         | César García Calvo                         | iBanesto.com              |
| 20.ª                    | Gilberto Simoni           | Óscar Sevilla                    | José María Jiménez                       | José María Jiménez                 | César García Calvo                         | iBanesto.com              |
| 21.ª                    | Santiago Botero           | Ángel Casero                     | José María Jiménez                       | José María Jiménez                 | César García Calvo                         | iBanesto.com              |
| Clasificaciones finales | Clasificaciones finales   | Ángel Casero                     | José María Jiménez                       | José María Jiménez                 | César García Calvo                         | iBanesto.com              |

## Banda sonora
TVE cubrió esta prueba escogiendo como banda sonora la canción "Corazón congelado", de Pastora Soler.